# Walter Hartmann
Walter Hartmann (Mülheim an der Ruhr, 23 luglio 1891 – Hameln, 11 marzo 1977) è stato un generale tedesco durante la seconda guerra mondiale.

## Biografia
Hartmann entrò nell'esercito tedesco come allievo ufficiale 1 ottobre 1910 e venne inquadrato nel 12º reggimento di artiglieria da campo del Regno di Sassonia. Il 4 maggio 1912 venne promosso tenente e, durante la prima guerra mondiale, ottenne entrambe le classi della croce di ferro.
Dopo la guerra, dal 1 dicembre 1921 venne promosso capitano ed entrò a far parte del Reichswehr. Dal 1924 al 1925 fece parte del personale dello staff della 4ª Divisione a Dresda. Dalla primavera del 1927 venne agganciato al 4º reggimento di artiglieria ove rimase sino al 1932 quando venne promosso maggiore. Dall'ottobre del 1934 divenne comandante del reggimento di artiglieria "Naumburg" che era divenuto nel frattempo il 60º reggimento di artiglieria, venendo promosso tenente colonnello nel 1936. Nell'ottobre del 1937 venne assegnato al 24º reggimento di artiglieria dove l'anno successivo venne promosso colonnello.
Con questo reggimento prese parte all'attacco alla Polonia ed in parte anche a quello alla Francia. Nel novembre del 1940 venne trasferito in un'altra unità di artiglieria, così che si trovò coinvolto nell'attacco contro l'Unione Sovietica, venendo ferito il 15 luglio 1941 ad un braccio e ad una gamba. Il 10 agosto 1941 venne insignito della croce di cavaliere della Croce di Ferro e promosso al rango di maggiore generale dal 1 ottobre di quello stesso anno. Quando si riprese pienamente, riprese servizio il 1 maggio 1942 ma rimase in una divisione di riserva sino al settembre di quello stesso anno quando riprese servizio attivo venendo promosso nel febbraio del 1943 al rango di tenente generale. Dall'aprile del 1943 assunse la direzione dell'87ª divisione di fanteria, ottenendo nel novembre di quello stesso anno le fronde di quercia da applicare alla sua croce di cavaliere come ulteriore distinzione onorifica .
Il 20 gennaio 1944 prese il posto di Carl Hilpert alla guida del I corpo d'armata, venendo nominato generale d'artiglieria il 1 maggio 1944 con l'assegnazione al XXXXIX corpo di artiglieria da montagna che prestò servizio in Crimea e poi in Romania. A partire dal 1 Settembre 1944, assunse il comando dell'VIII corpo d'armata che si scontrò con l'avanzata dell'Armata Rossa. Il 18 marzo 1944 ottenne anche le spade onorifiche da aggiungere alla sua medaglia e dal 1 aprile 1945 assunse il comando del XXIV. Panzer Corps, con il quale venne arrestato dai militari statunitensi e mantenuto in prigionia sino al 1947.